# Crooked Rain, Crooked Rain
Crooked Rain, Crooked Rain é o segundo álbum de estúdio da banda Pavement, lançado a 2 de Fevereiro de 1994.
Este álbum foi reeditado a 26 de Outubro de 2004 com o nome de Crooked Rain, Crooked Rain: LA's Desert Origins. Era uma edição dupla, com o primeiro disco com a versão original, bem como b-sides. O segundo disco tinha faixas nunca editadas com o antigo baterista Gary Young e ainda faixas gravadas ao vivo.
Este foi o último álbum do baterista Gary Young que foi substituído por Steve West.
O álbum foi incluído no Top 100 dos melhores álbuns da década de 90, classificado em nº 8 pela revista Pitchfork Media.
| Críticas profissionais                                                      | Críticas profissionais |
| Avaliações da crítica                                                       | Avaliações da crítica  |
| Fonte                                                                       | Avaliação              |
| --------------------------------------------------------------------------- | ---------------------- |
| allmusic                                                                    | [ 2 ]                  |
| Pitchfork                                                                   | (10.0/10)              |
| Robert Christgau                                                            | (A)                    |
| Rolling Stone                                                               | [ 5 ]                  |
| Rolling Stone                                                               | [ 6 ]                  |
| Esta tabela precisa de ser acompanhada por texto em prosa. Consulte o guia. |                        |

## Faixas
Todas as faixas por Stephen Malkmus, exceto onde anotado.
1. "Silence Kit"* – 3:01
2. "Elevate Me Later" – 2:51
3. "Stop Breathin'" – 4:28
4. "Cut Your Hair" – 3:07
5. "Newark Wilder" – 3:53
6. "Unfair" – 2:33
7. "Gold Soundz" – 2:41
8. "5-4=Unity" – 2:09
9. "Range Life" – 4:54
10. "Heaven Is a Truck" – 2:30
11. "Hit the Plane Down" (Spiral Stairs) – 3:36
12. "Fillmore Jive" – 6:38

*- Devido a um erro de impressão na parte traseira da capa, a música "Silence Kid" se tornou erroneamente conhecida como "Silence Kit". O erro persistiu mesmo após o designer Mark Ohe redefinir a arte da capa para o relançamento especial de Crooked Rain, Crooked Rain (Crooked Rain, Crooked Rain: LA's Desert Origins). Ainda que o nome da música esteja corretamente na arte interna da capa, a banda parece ter assumido o nome da música como "Silence Kit" como já foi constatado em set list de shows do Pavement.